# 千葉県道175号大原港大原停車場線
千葉県道175号大原港大原停車場線（ちばけんどう175ごう おおはらこうおおはらていしゃじょうせん）は、千葉県いすみ市を通る一般県道。

## 路線データ
- 起点：いすみ市大原（大原港）

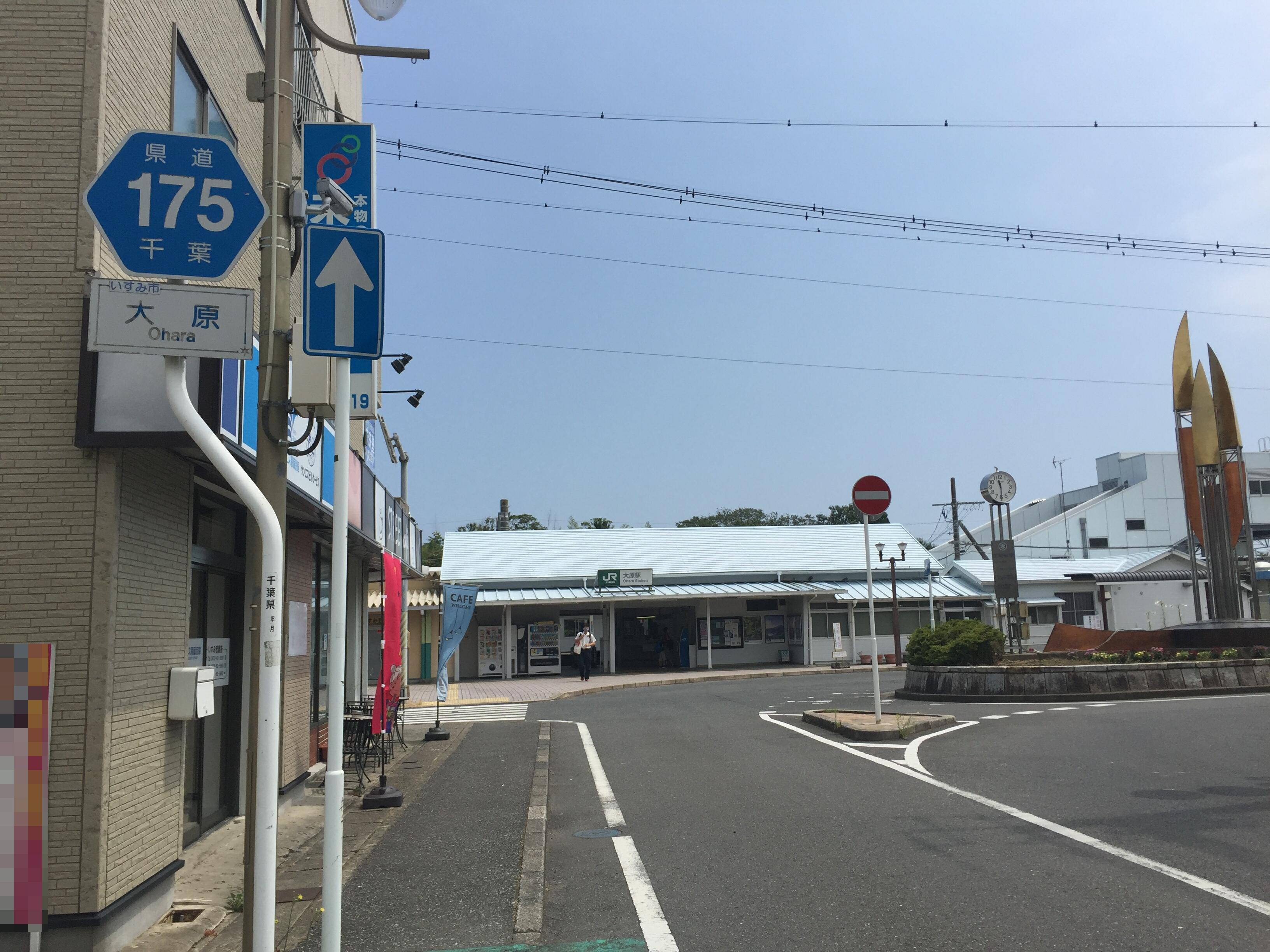
県道番号標示（いすみ市大原、JR・いすみ鉄道大原駅前）

- 終点：いすみ市大原（JR外房線・いすみ鉄道いすみ線 大原駅）
- 総延長：1.669 km（夷隅土木事務所管内：1.669 km[1]）
- 重用延長：0.011 km（夷隅土木事務所管内：0.011 km）
- 実延長：1.658 km（夷隅土木事務所管内：1.658 km[1]）

## 通過する自治体
- いすみ市

## 交差・接続する道路
- 国道128号 - いすみ市大原（大原漁港入口交差点）